# Ivo Stefanoni
Ivo Stefanoni est un rameur italien né le 5 juin 1936 à Mandello del Lario.

## Biographie
Ivo Stefanoni dispute l'épreuve de quatre avec barreur aux Jeux olympiques d'été de 1956 à Melbourne et remporte la médaille d'or avec Alberto Winkler, Angelo Vanzin, Romano Sgheiz et Franco Trincavelli. En 1960 à Rome, il est médaillé de bronze de quatre avec barreur avec Fulvio Balatti, Romano Sgheiz, Giovanni Zucchi et Franco Trincavelli,.